# Woodside Park (metrostation)
Woodside Park is een station van de metro van Londen aan de Northern Line. Het metrostation, dat in 1872 is geopend, ligt in de wijk Woodside. Alfabetisch gezien is het de laatste op de lijst van Londense metrostations.

## Geschiedenis
Het station Woodside Park werd gepland door de Edgware, Highgate and London Railway (EH&LR) als station aan haar zijlijn naar High Barnet. De EH&LR werd in 1867 overgenomen door de Great Northern Railway (GNR) die het station op 1 april 1872 opende als Torrington Park. In 1923 ging de GNR op in de London & North Eastern Railway (LNER). In 1933 werd het openbaar vervoer in Londen genationaliseerd in het London Passenger Transport Board, kortweg London Transport, dat in 1935 het Northern Heights-project ontvouwde. Dit hield in dat London Transport de reizigersdienst op de EH&LR zou overnemen van LNER en deze met elektrisch metromaterieel zou exploiteren. 
Het begin van de werkzaamheden in 1937 was ook aanleiding om de hele lijn Northern Line te noemen. De tunnel tussen Highgate en East Finchley waarmee de EH&LR werd verbonden met het metronet werd op 3 juli 1939 in gebruik genomen. Op 14 april 1940 was de elektrificatie tot High Barnet gereed en sindsdien doen de metro's van de Northeren Line ook Woodside Park aan. De stoomdiensten van LNER tussen High Barnet en Finsbury Park reden nog tot 1941 tussen de metrodiensten door. Na de Tweede Wereldoorlog zette British Rail de goederen diensten voort tot 1 oktober 1962.
Op 10 december 1992 ontplofte tijdens de middagspits een, door de IRA geplaatste, bom op de parkeerplaats van het station. Reizigers en bewoners werden geëvacueerd en er vielen geen gewonden. Het station ligt in de buurt van de Inglis Barracks, waar in 1988 een Britse soldaat omkwam bij een bomaanslag door de IRA.

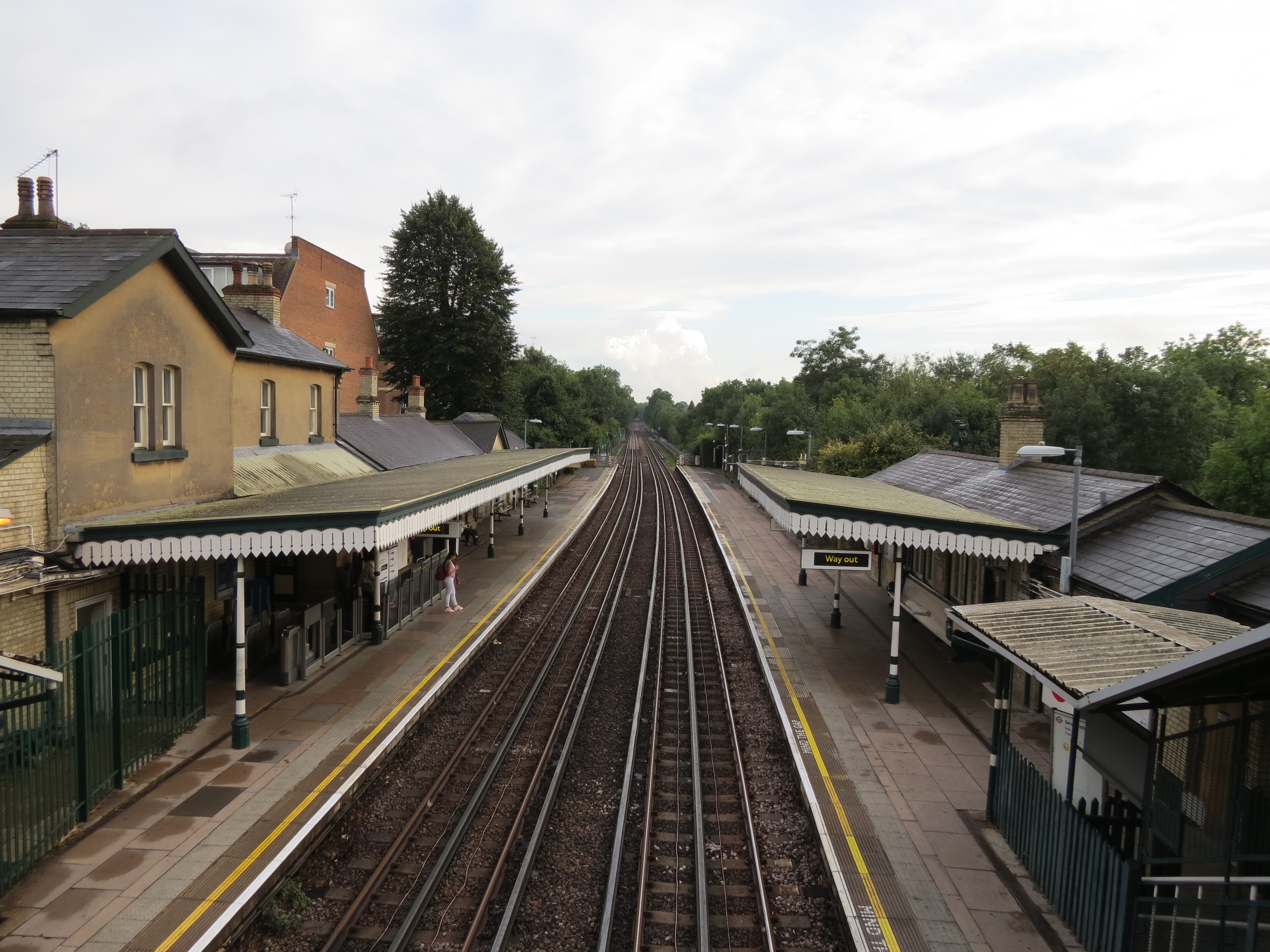
Een blik naar het zuiden vanaf de loopbrug...
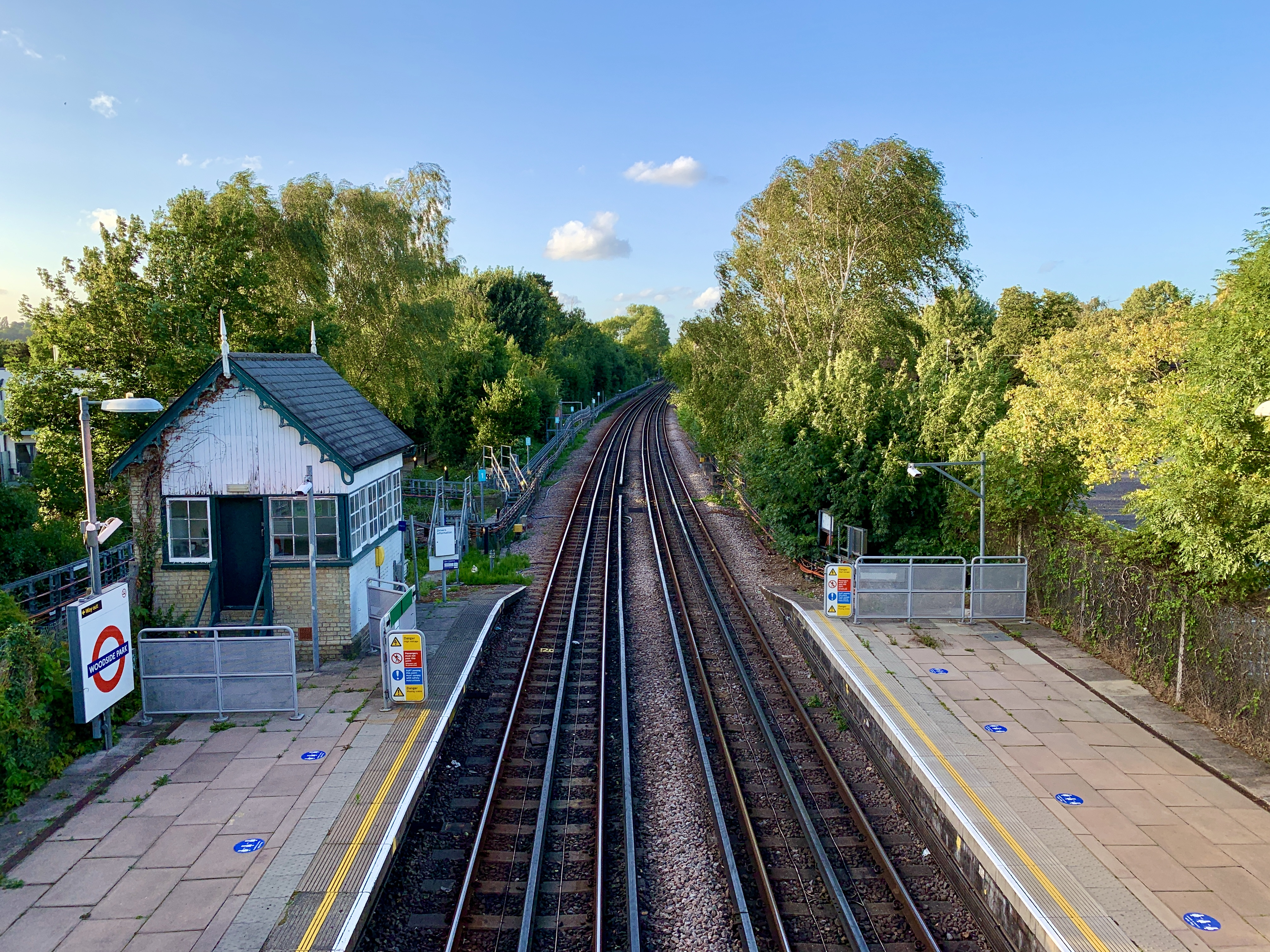
...en in de andere richting, met  het seinhuis.
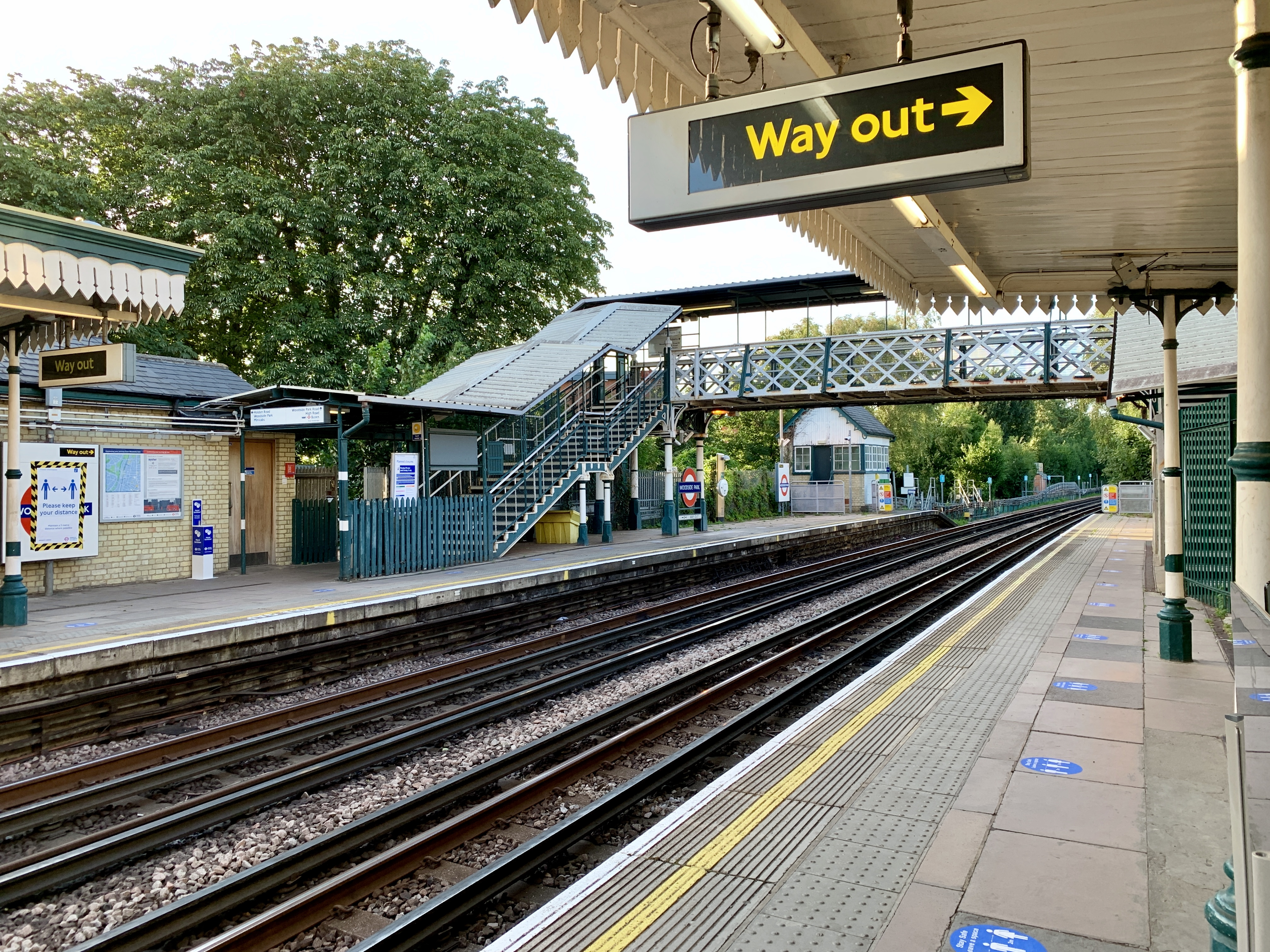
De loopbrug tussen de perrons.

## Ligging en inrichting
Het station heeft grotendeels de Victoriaanse bouwstijl behouden met een loopbrug tussen de twee zijperrons langs de sporen. Het stationsgebouw, met kaartverkoop, staat aan de oostkant ten zuiden van de voormalige kolenoverslag die later tot parkeerplaats is omgebouwd. Het perron voor de metro's richting de stad ligt langs het stationsgebouw. In de gevel aan de straatzijde, Woodside Park Road, is nog een Victoriaanse rode brievenbus te vinden.
Aan de westkant van het spoor is een wachtkamer die vanaf station approach, een zijstraat van Holden Road, bereikbaar is. Hier was tot 2000 ook een parkeerplaats, maar daar is toen een wooncomplex gebouwd. Hoewel de loopbrug tussen de perrons onbruikbaar is voor rolstoelgebruikers is het station wel rolstoeltoegankelijk omdat zowel het stationsgebouw als de wachtkamer op straatniveau liggen.